# Luboš Šrejma
Luboš Šrejma (1. dubna 1942, Městec Králové – 22. září 2021 v Sychrov) byl český fotbalista, obránce. Po skončení aktivní kariéry působil v Jablonci jako asistent trenéra a funkcionář.

## Fotbalová kariéra
V československé lize hrál za Bohemians Praha a LIAZ Jablonec. Nastoupil v 53 ligových utkáních. Gól v lize nedal. Původně v Bohemians levé křídlo, v Jablonci obránce. Byl kapitánem týmu Jablonce.

## Ligová bilance
| Ročník                                   | Zápasy | Góly | Klub            |
| ---------------------------------------- | ------ | ---- | --------------- |
| 1. československá fotbalová liga 1963/64 | 4      | 0    | ČKD Praha       |
| 1. československá fotbalová liga 1964/65 | 2      | 0    | Bohemians Praha |
| 1. československá fotbalová liga 1974/75 | 29     | 0    | LIAZ Jablonec   |
| 1. československá fotbalová liga 1975/76 | 18     | 0    | LIAZ Jablonec   |
| CELKEM                                   | 53     | 0    |                 |